# Svámí Gítánanda Giri
Svámí Gítánanda Giri (24. července 1907, Indie – 27. prosince 1993, Puduččéri) byl indický filozof, jogín, guru, lékař a spisovatel. Jeho jméno je světově užíváno ve spojení slov Škola Gítánanda.

## Život

### Původ a vzdělání
Svámí Gítánanda Giri, vlastním jménem Ánanda Bhavananí, se narodil irské matce a hinduistickému otci v indickém státě Bihár či Uttarpradéš kolem roku 1906–1907, ale obvykle se (beze zdroje) uvádí 24. červenec 1907. Jeho otec, Sukraj Bhavanani, byl advokátem Nejvyššího soudu a vlastnil mnoho pozemků. Matka Leelavathi k hinduismu konvertovala. Zemřela, když bylo chlapci osm let. V deseti letech se Gítánanda setkal se se svým budoucím učitelem – bengálským světcem swámím Kánakánandou. S ním strávil šest let každodenního života a kromě tradičního vzdělání studoval i mystiku jógy starých ršijů. Po zasvěcení dostal od svého Mistra jméno „Gítánanda“, které souvisí s Gítou (posvátným textem Bhagavadgítá). V šestnácti letech ho guru poslal do Británie studovat lékařství.
Po získání titulu doktora medicíny vstoupil Gítánanda do britského královského námořnictva a během druhé světové války pracoval jako chirurg na palubě několika válečných lodí. Během války byl těžce zraněn a později cestoval ve službách OSN po celém světě.

### Cesta jógy
V šedesátých letech pobýval v Kanadě, tam založil své první centrum výuky jógy a v roce 1967 začal vydávat časopis Yoga Life. Mezi prvními žáky jógového centra byla jeho druhá manželka (* 1943, USA), novinářka, jež přijala duchovní jméno Mínákší Déví. Gítánanda se po dosažení důchodového věku vrátil do Indie spolu s ní.

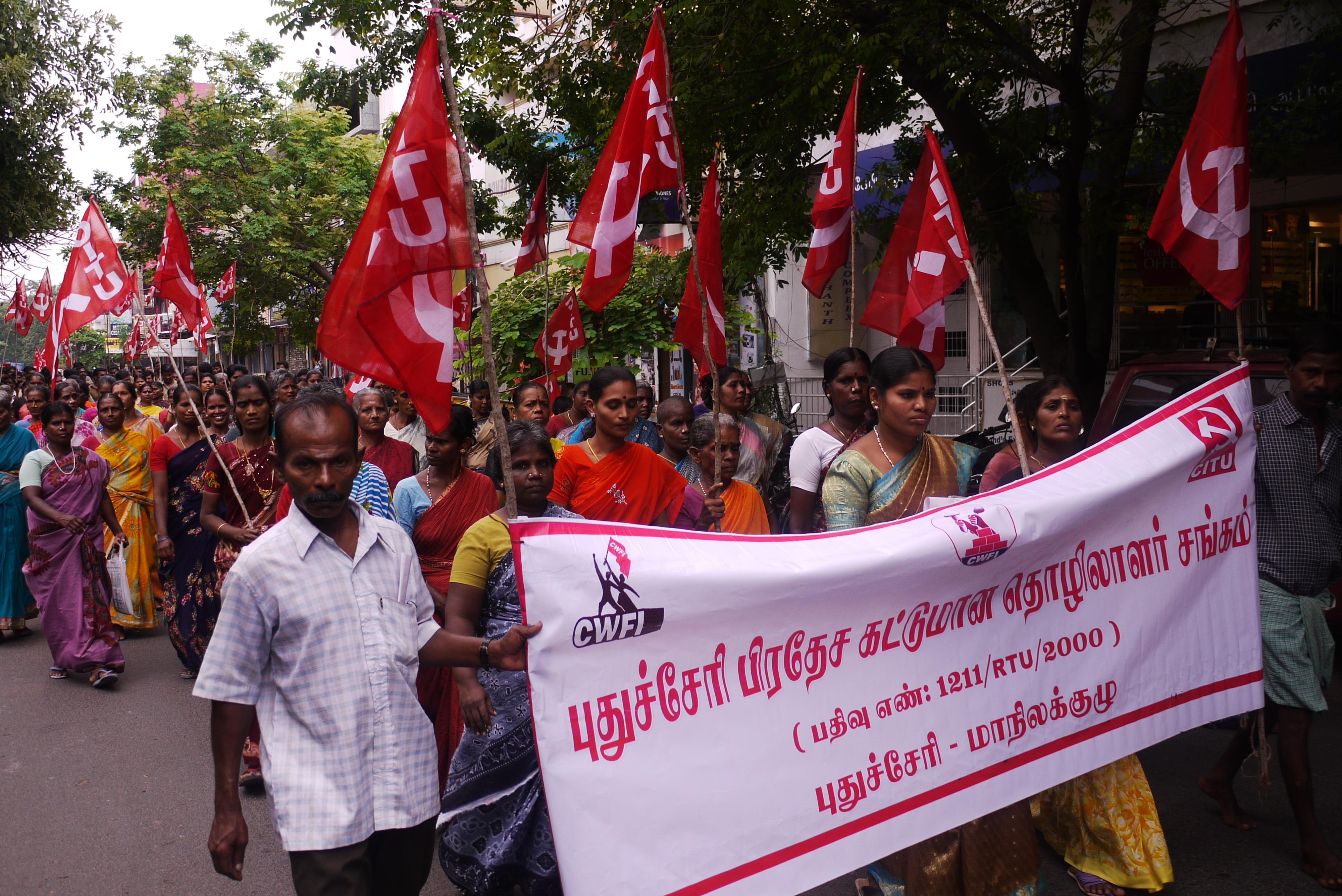
Komunistický průvod v Puduččéri

V roce 1974 se manželé i se synem Ánandou (* 1972) usadili v Puduččéri v indickém svazovém státě Tamilnádu. Zde Gítánanda také založil jógovou školu a setkal se svým druhým učitelem, jímž byl jihoindický tantrický mudrc Šríla Šankaragiri, swámí linie Giri. Jako jeho nástupce získal Gítánanda ke svému jménu přídomek „Giri“, dále pak přebral a značně rozšířil centrum jógy, ášram Thattanchavady Madam, ležící na posvátném místě zvaném Kambliswamy Madam. Zde založil Gítánana široce uznávanou instituci Mezinárodní centrum pro vzdělávání a výzkum jógy – International Centre for Yoga Education and Research (ICYER).
V roce 1986 zabavila celý komplex náboženských budov místní komunistická strana pod záminkou zestátňování náboženských objektů. Ačkoli byl nejvyšším soudem v Madrasu vynesen rozsudek ve prospěch ášramu Thattanchavady Madam, jeho objekty jsou přístupné jen omezeně. Centrum ICYER bylo proto přeneseno o několik kilometrů dál, do místa Kottakuppam. Zde, u mořského břehu, vznikl nový ášram zvaný Yoga Sadhana Beach Centre, kde po smrti Gítánandy pokračuje v jeho práci manželka a syn Ánanda, rovněž lékař. Hrobka Gítánandy se nachází na posvátném poutním místě ášramu Thattanchavady Madam.

## Dílo
V české medicíně jsou z pohledu praxe a ověřených zkušeností využívány některé prvky „školy Gítánanda“ v rehabilitačním lékařství. K rizikům jógy se Gítánanda vyjádřil takto: „Pravá jóga je bezpečná jako mateřské mléko“.
Za svůj život se Gítánandovi dostalo mnoha vyznamenání a až do své smrti byl členem řídicího orgánu Ústřední rady pro výzkum jógy a naturopatie zřízené Ministerstvem zdravotnictví Indie. Napsal mnoho odborných článků, přenášel, vyučoval a cestoval. Česky byla vydána jeho kniha:
- Jóga krok za krokem: Učebnice pro učitele a žáky. Překlad Míla Mrnuštíková. Olomouc: Dobra & FONTÁNA, 1999. 364 s. ISBN 80-86179-38-9.

V roce 1989 dostala od Gítánandy úkol a povolení přeložit a publikovat toto dílo do češtiny jeho česká žákyně Savitrí Déví, vlastním jménem Míla Mrnuštíková. Poprvé byla kniha vydána v roce 1995; druhé vydání je z roku 1999.